# Voiture-pilote

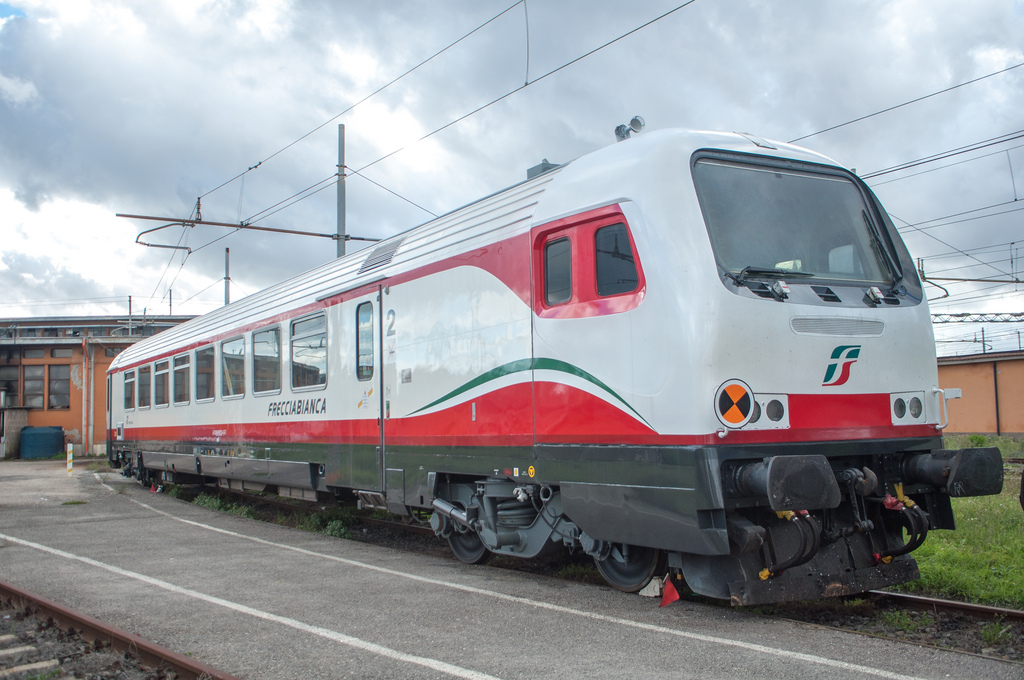
Voiture-pilote UIC-Z1 npB des FS.

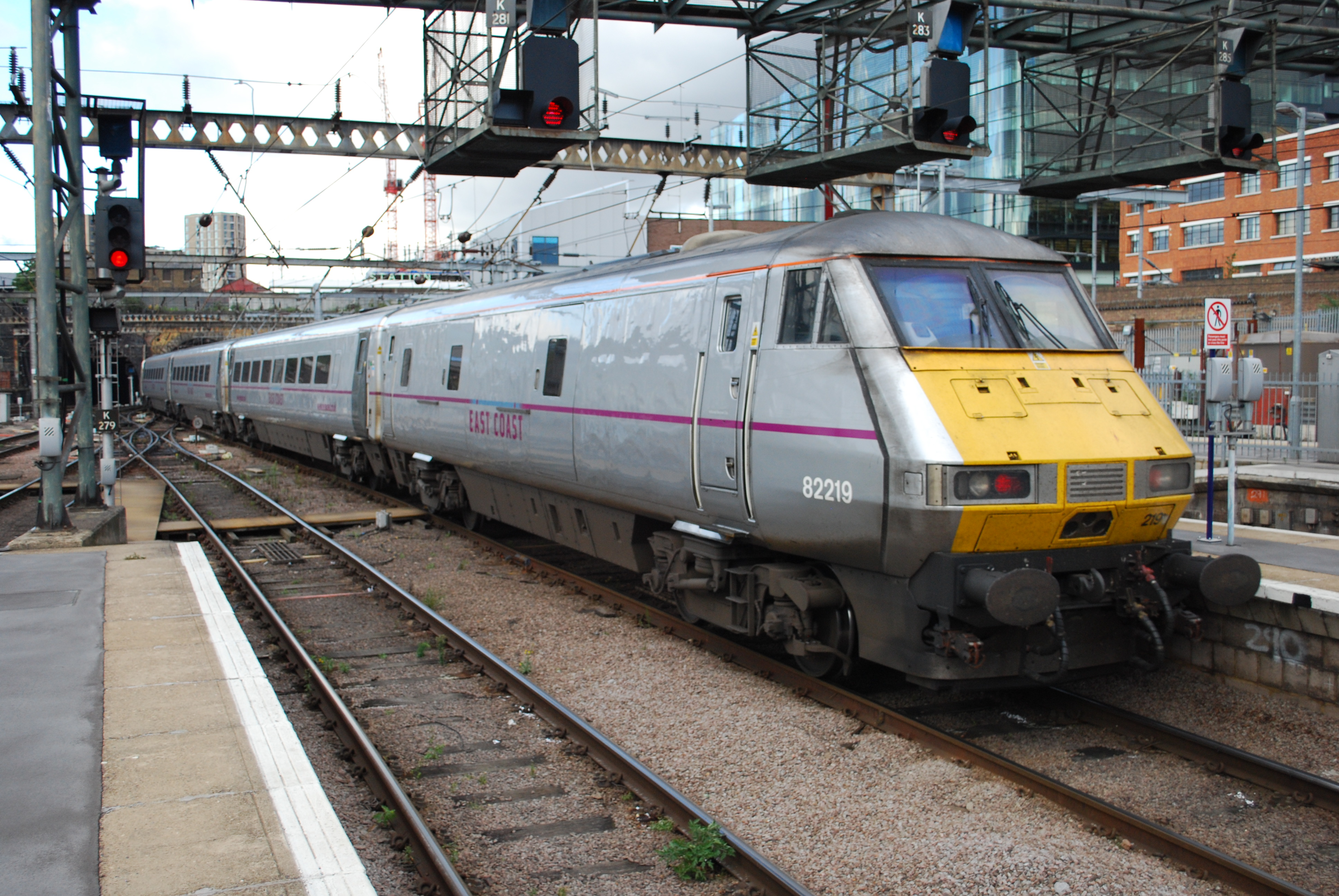
Voiture-pilote Mark 4 en gare de King's Cross.

Une voiture-pilote est une voiture de chemin de fer équipée d'une cabine de conduite et qui permet au conducteur de télécommander le ou les véhicules moteur d'un train — véhicules qui ne sont dès lors pas situés en tête du convoi contrairement à la pratique normale — rendant ainsi le train amphidrome. En règle générale, un convoi équipé de voiture-pilote aura un véhicule moteur à son autre extrémité, mais il arrive que ce dernier se trouve au milieu du train et que deux voitures de commande entourent alors le convoi.

## Principe
On reconnaît une voiture-pilote au fait qu'elle permet le transport de voyageurs, qu'elle dispose d'une cabine de conduite à l'une de ses extrémités mais qu'elle ne dispose pas, en revanche, de moteur ou tous autres éléments de traction, ce qui la différencie de l'automotrice. Dans la majorité des cas, contrairement à ce qui se fait par exemple au Benelux ou au Royaume-Uni, la voiture-pilote ne dispose pas d'intercommunication côté cabine de conduite permettant aux voyageurs de passer d'une voiture à l'autre.
Le principal avantage de l'utilisation d'une voiture-pilote est le gain de temps et de productivité dans les gares de rebroussement. Dans ces gares, sans voiture-pilote, il faut dételer la locomotive puis faire une manœuvre pour en ré-atteler une autre (ou la même retournée) à l'autre bout du convoi pour que le train puisse repartir dans la direction opposée. Cette opération requiert un personnel plus important, et demande du temps, en particulier celui nécessaire aux essais du système de freinage, sans compter qu'il est impératif de disposer d'au moins deux voies pour effectuer le retournement.
Une rame tractée pouvant être conduite depuis chacune de ses extrémités sans manœuvre est appelée de manière générique rame réversible, mais l'on peut aussi parler de train navette dans certains pays.

### Utilisation dans le trafic marchandises
Il existe également des wagons-pilotes, autrement dit des wagons de marchandise équipés d'une cabine de conduite, mais ils ne sont utilisés que pour les manœuvres.
En France les « wagons-pilotes » également appelés « fourgons-pilotes » sont destinés aux manœuvres et en aucun cas au service de ligne. Ce sont de simples wagons-couverts sommairement équipés de vitres avant ; l'agent de conduite actionnant le locotracteur à l'aide d'une radiocommande.

## EnFrance
On trouve des voitures-pilotes notamment sur les trains de banlieue et plus généralement sur tous les trains fonctionnant en rames indéformables réversibles.
Par exemple, il existe à la SNCF des voitures-pilotes de la série Corail. Celles-ci comprennent deux séries : les B6Dux (les voitures-pilotes d'ancienne génération) qui ont circulé en région Rhône-Alpes en réversibilité avec des engins moteurs de type BB 25200 et qui circulent toujours en 2022 en région Auvergne-Rhône-Alpes avec des BB 22200 dotés de la réversibilité par multiplexage (MUX), et les B5uxh, de nouvelle génération, qui circulent dans les régions Rhône Alpes, PACA, Alsace, Franche-Comté et Bourgogne avec des engins de type BB 7200, BB 22200 et BB 26000 également équipés du MUX.
Les activités Transilien et TER emploient également des rames réversibles composées de voitures de banlieue à deux niveaux (VB2N) qui roulent en réversibilité avec des BB 27300 dans la région Île-de-France ; des VR2N qui roulent avec BB 22200 RC (modifiées pour la réversibilité par câblots) dans la région Nord-Pas-de-Calais et des VO2N qui roulent avec les BB 15000 (modifiées MUX) en Normandie. Les voitures à 2 niveaux SNCF (V2N) sont modifiées MUX et circulent avec des BB 15000 pour TER Hauts-de-France et Normandie et BB 7200 en Bourgogne.

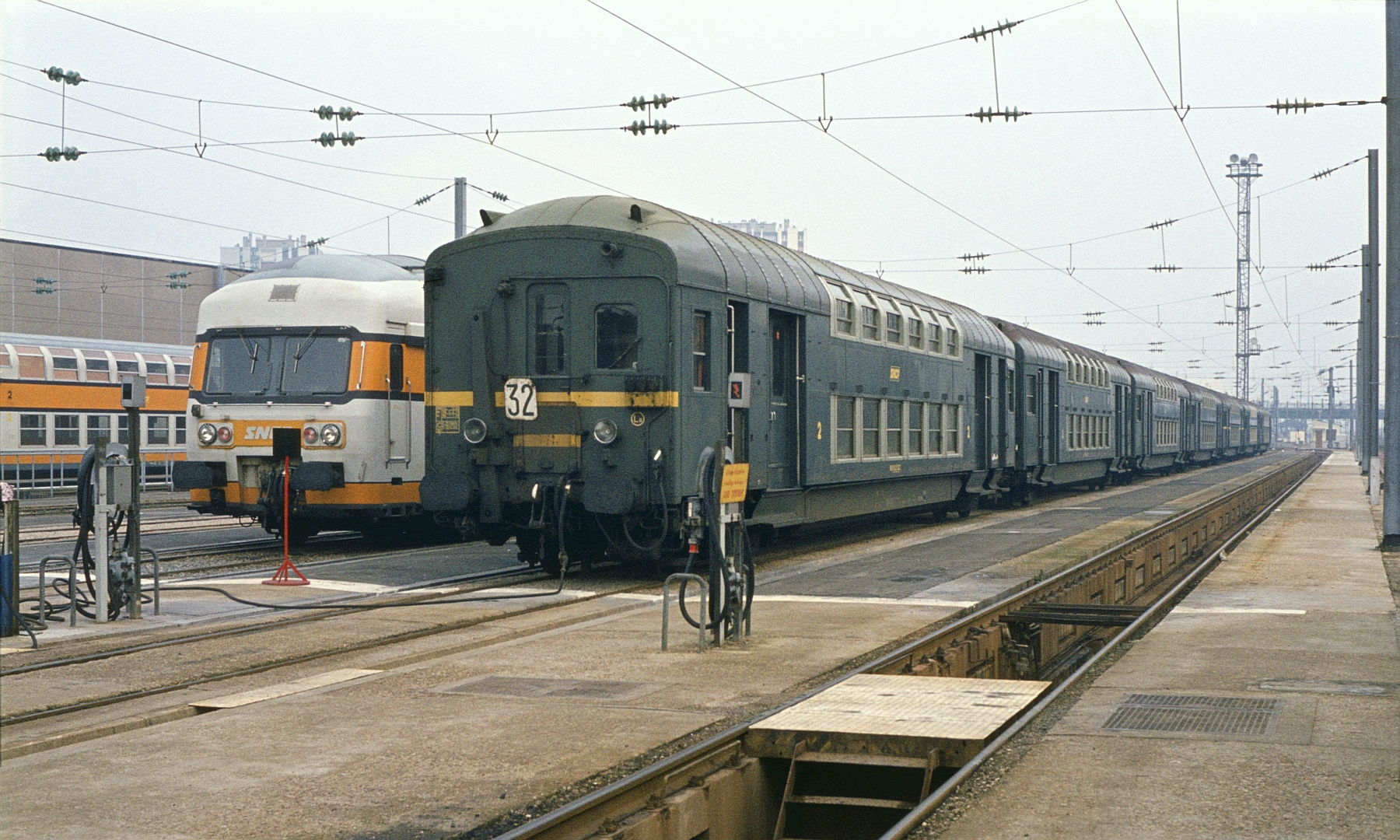
Le 23 janvier 1982, deux générations de voitures-pilotes à étage SNCF : à gauche VB 2N (1975) et à droite voitures à étage (1933) des anciens chemins de fer de l'État.
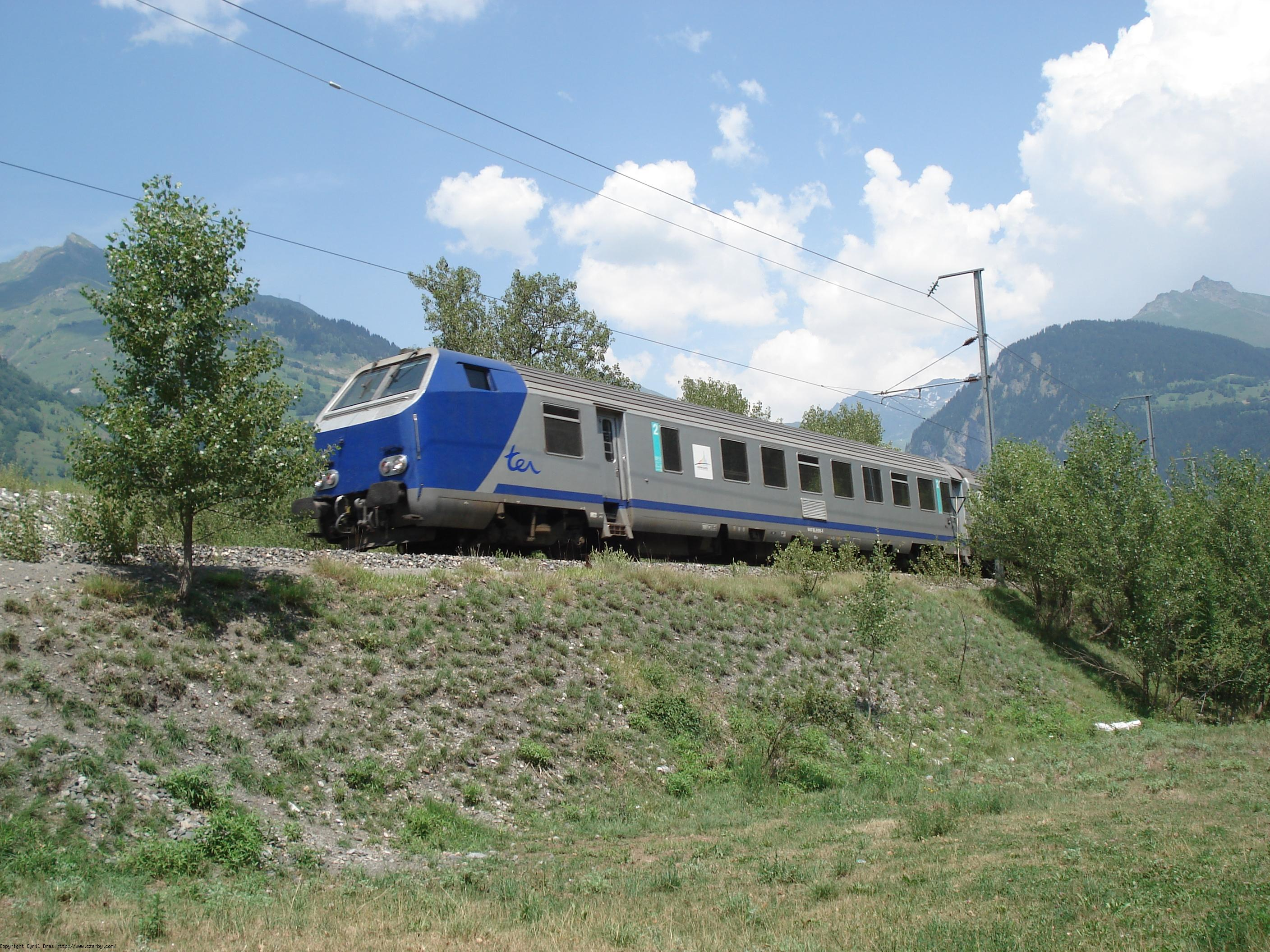
Voiture-pilote Corail VU B6dux (1975) en livrée TER Rhône-Alpes.
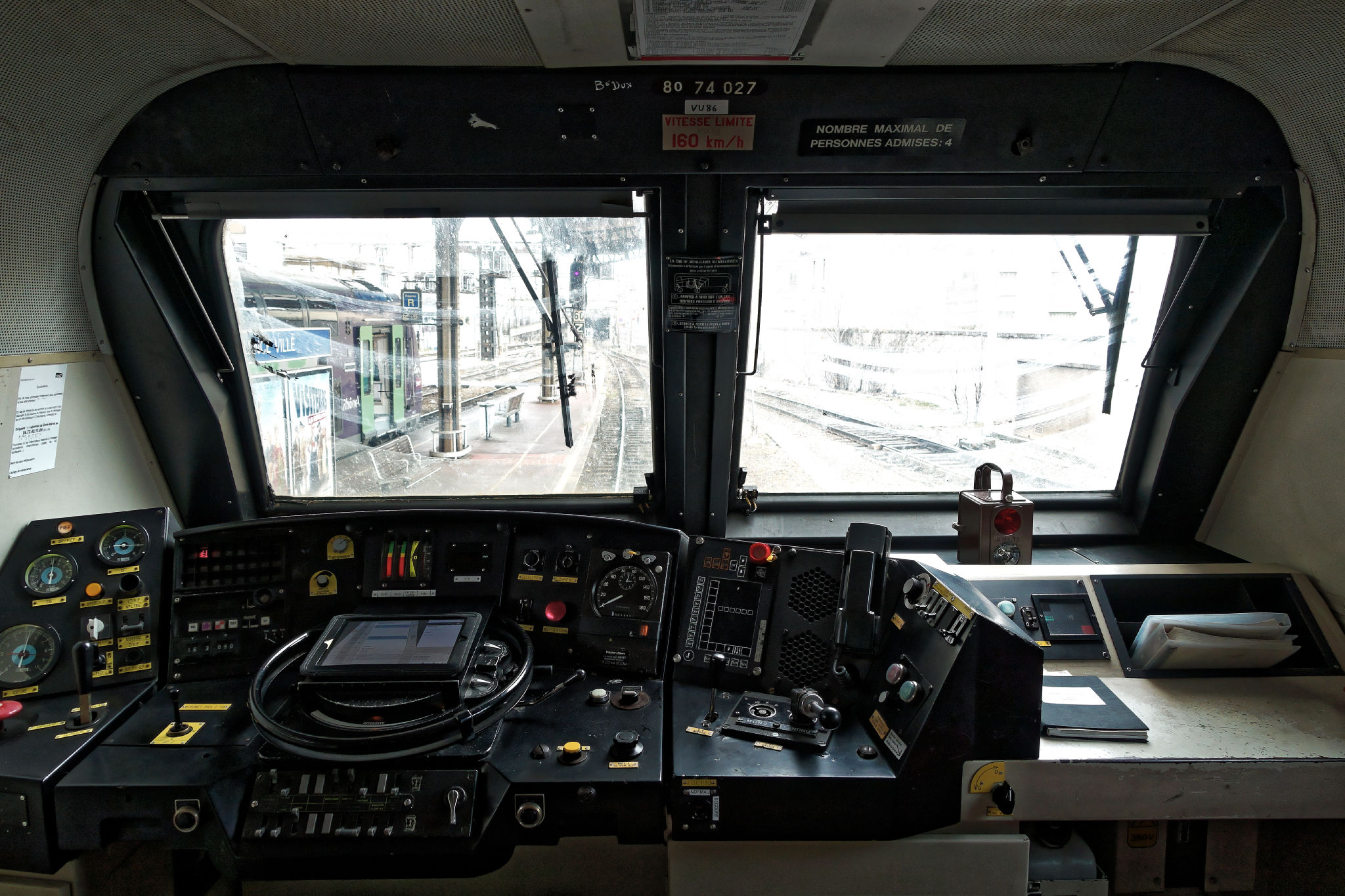
Cabine de conduite d'une voiture pilote Corail VU
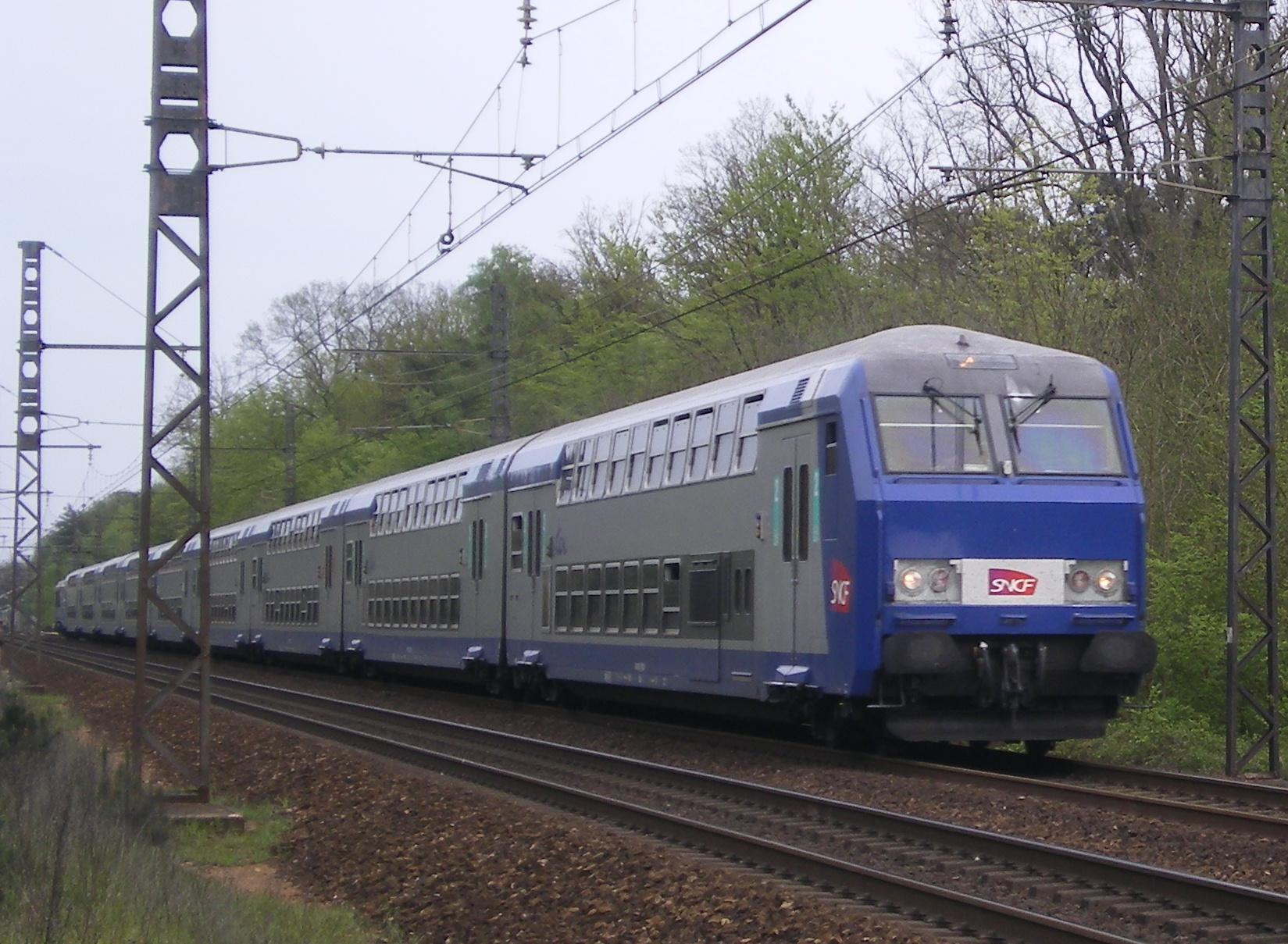
Voiture-pilote de V2N (1989).
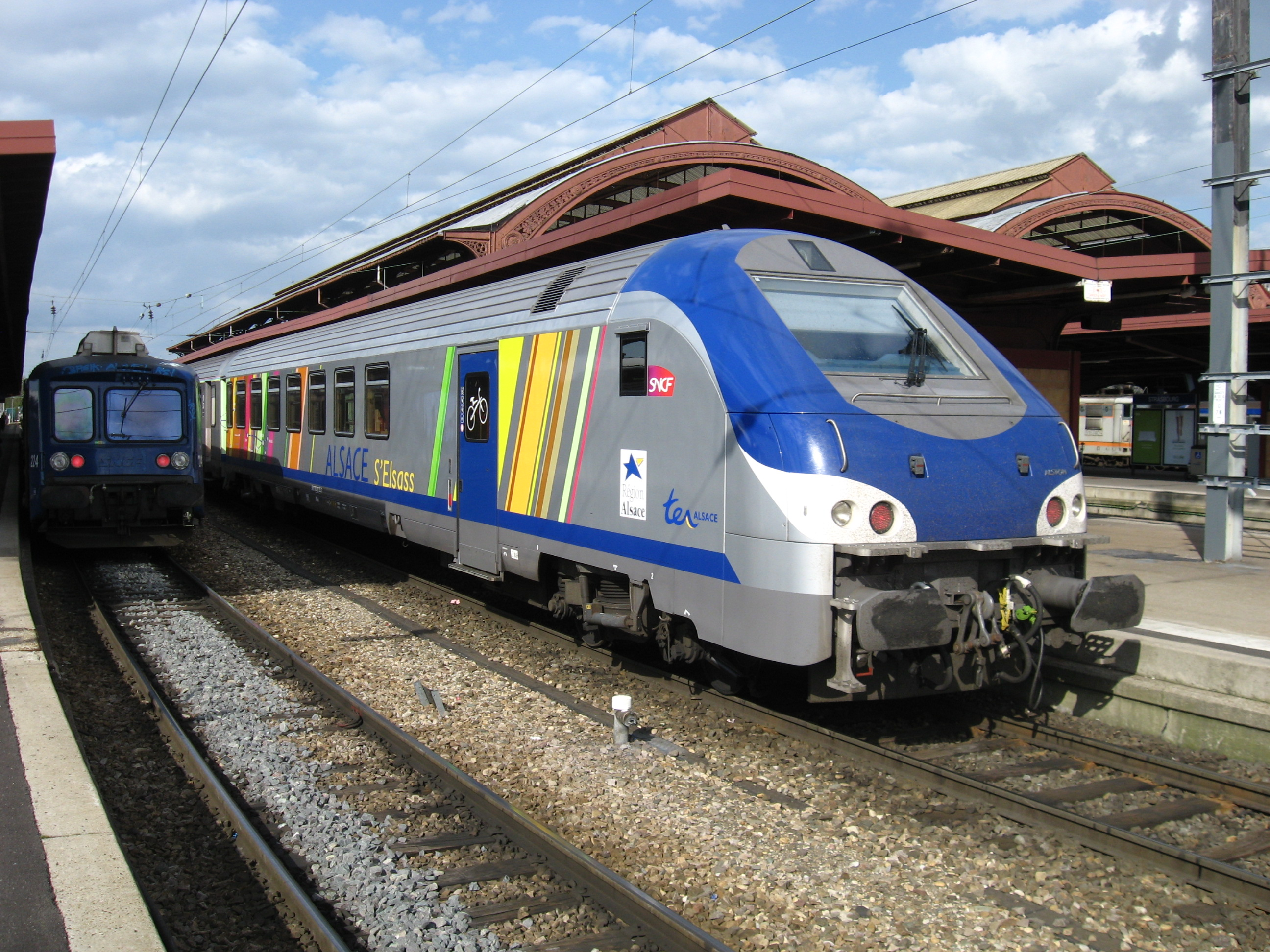
Voiture-pilote Corail VTU B5uxh TER 200 (2008) à droite. Une voiture pilote de RRR (1985) est également visible à gauche.

## EnSuisse
On en trouve sur la majorité des trains des CFF, que ce soit en trafic régional ou dans les trains de grandes lignes. En effet, les avantages du point de vue des gains de productivité ont poussé relativement tôt les chemins de fer suisses à développer le système de train navette et à doter leurs convois d'une voiture-pilote.
Ainsi, c'est dans les années 1950 que furent développées les premières voitures-pilotes des CFF grâce à la commande multiple de type IIId, toujours utilisée aujourd'hui bien que tendant à être remplacée par la commande EP, inventée, elle, dans les années 1980. Par ailleurs, toutes les locomotives ou automotrices circulant dans le trafic voyageurs sont équipées d'au moins un système de télécommande.
Devant l'augmentation des prestations, certains trains ne sont aujourd'hui plus exécutés comme train navette et sont donc dépourvus de voiture de commande pour des raisons de manque de matériel.
Enfin, les trains navettes, composés de voitures et d'une voiture de commande, commencent à être remplacés par des rames automotrices indémontables à l'image des FLIRT.

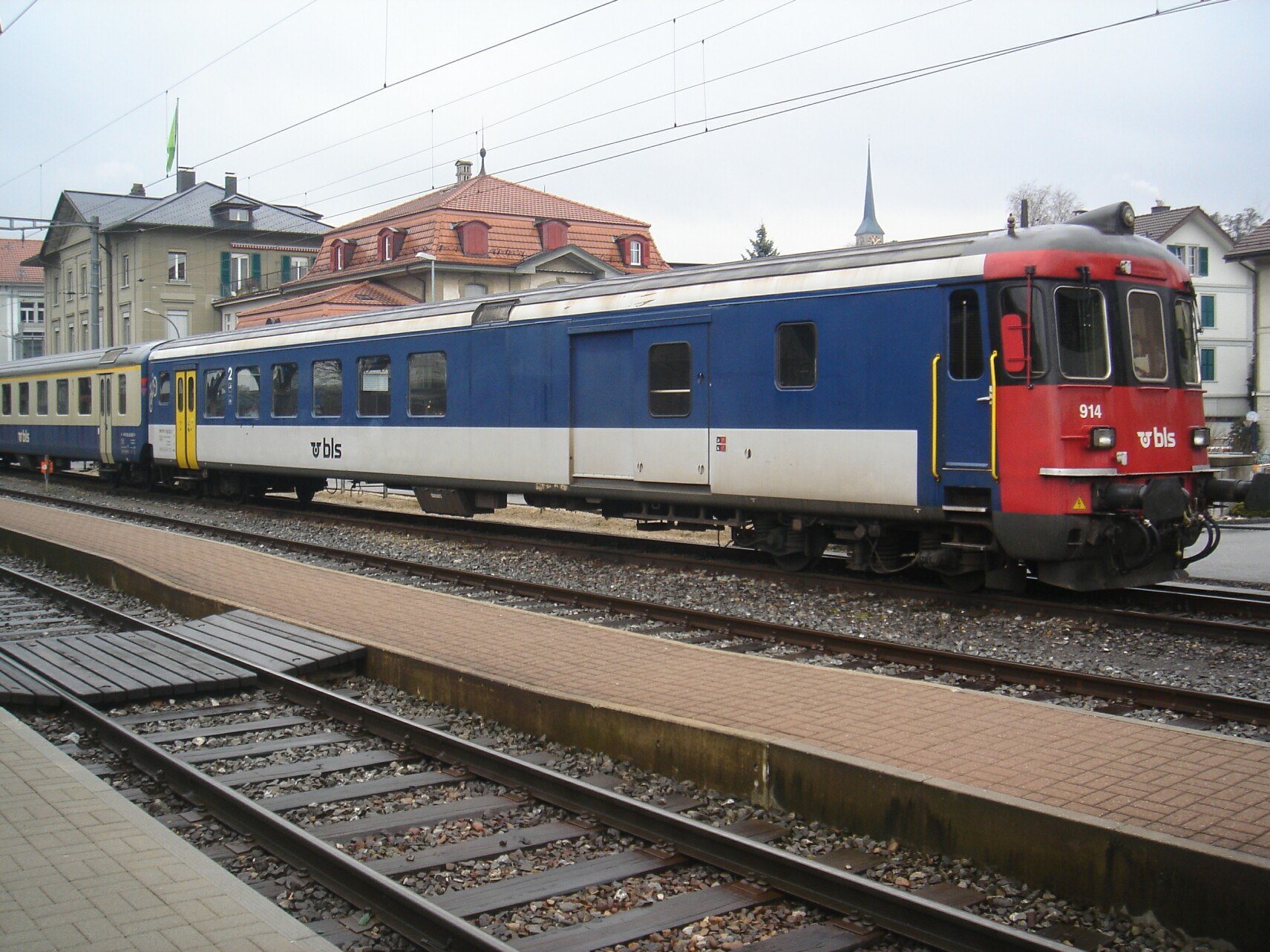
Voiture-pilote BDt ex CFF du BLS.
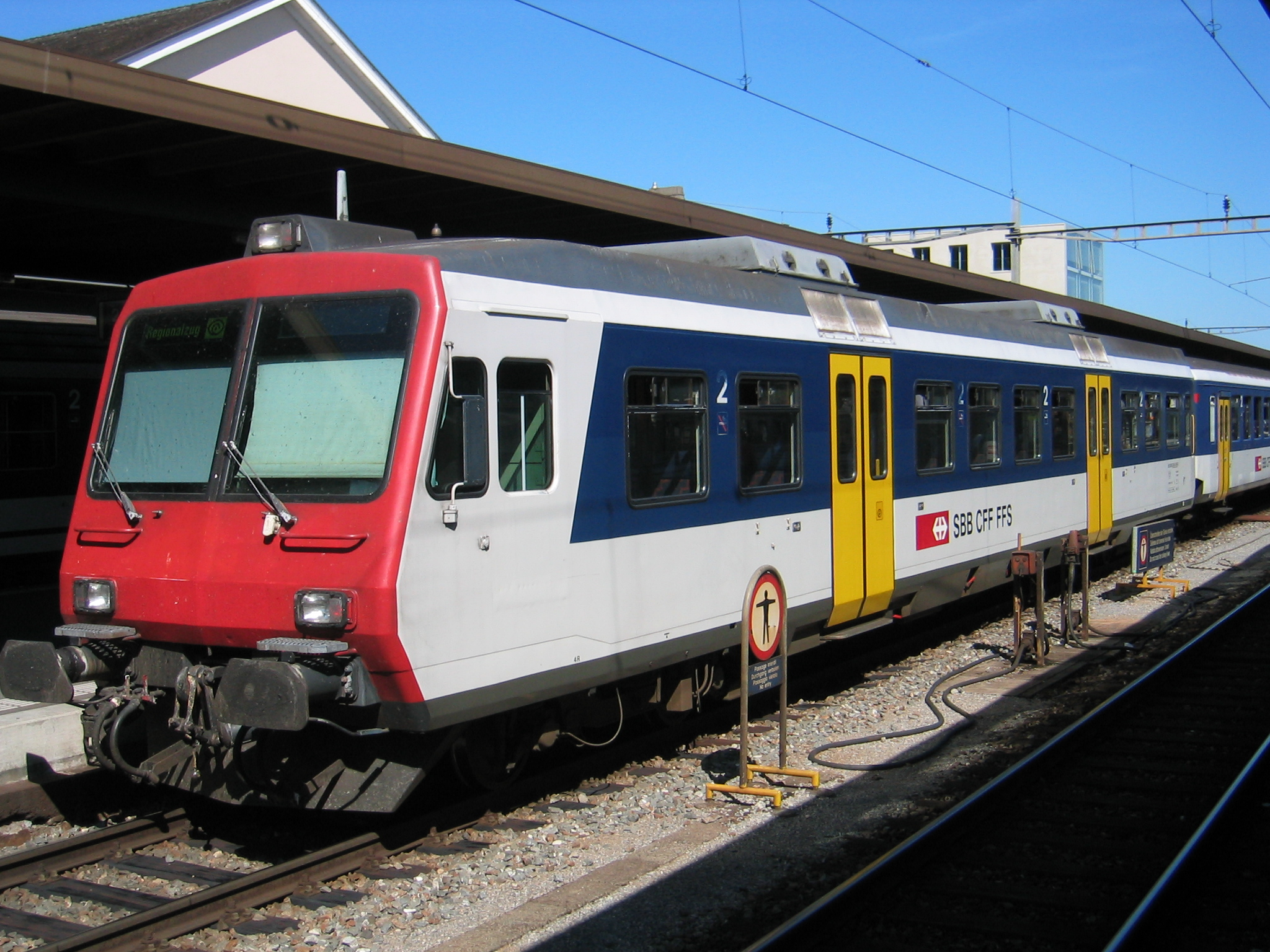
Voiture-pilote Bt des nouveaux trains-navette (NTN, avec automotrice RBDe 560) des Chemins de fer fédéraux suisses.
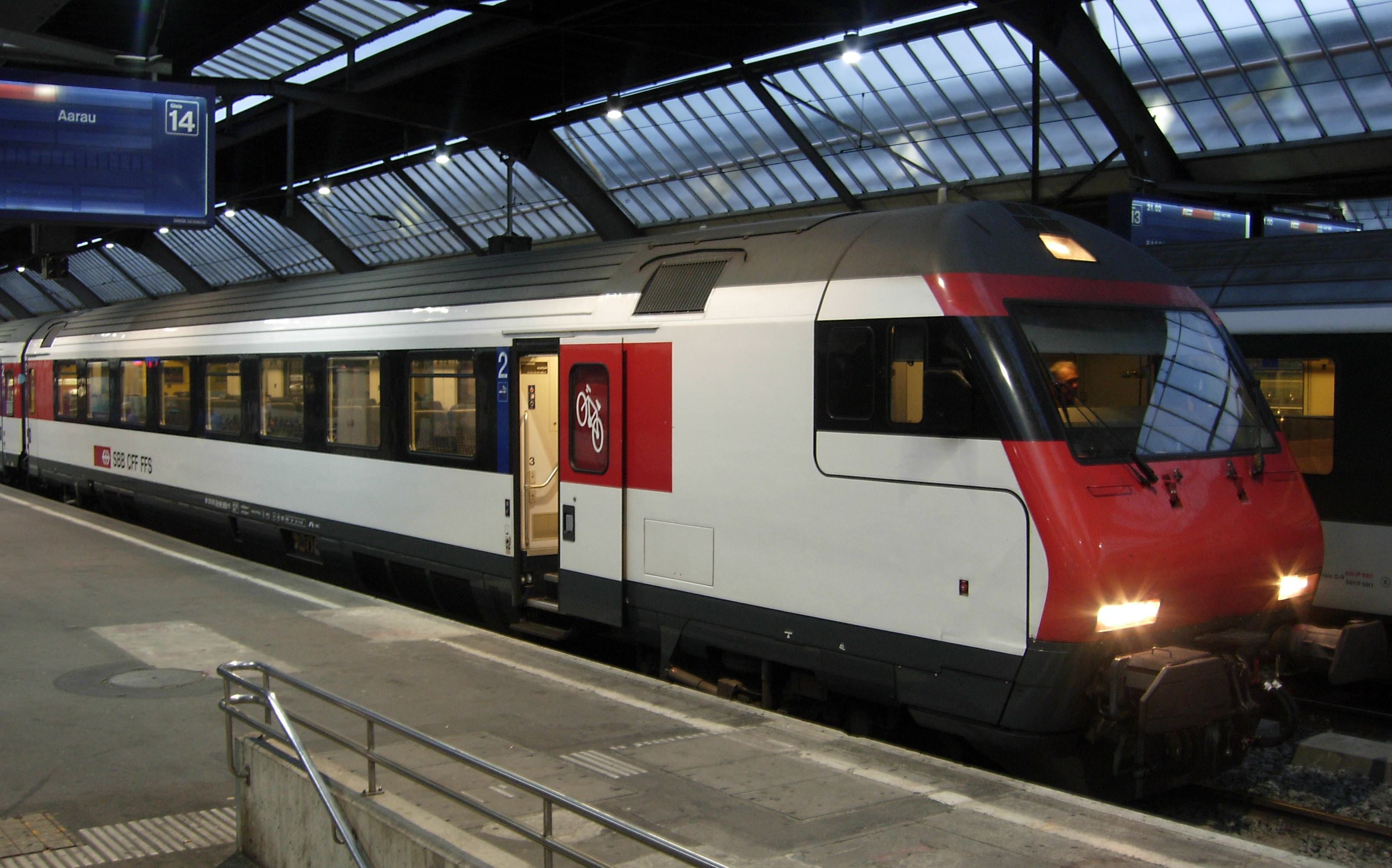
Voiture-pilote Bt IC des CFF.
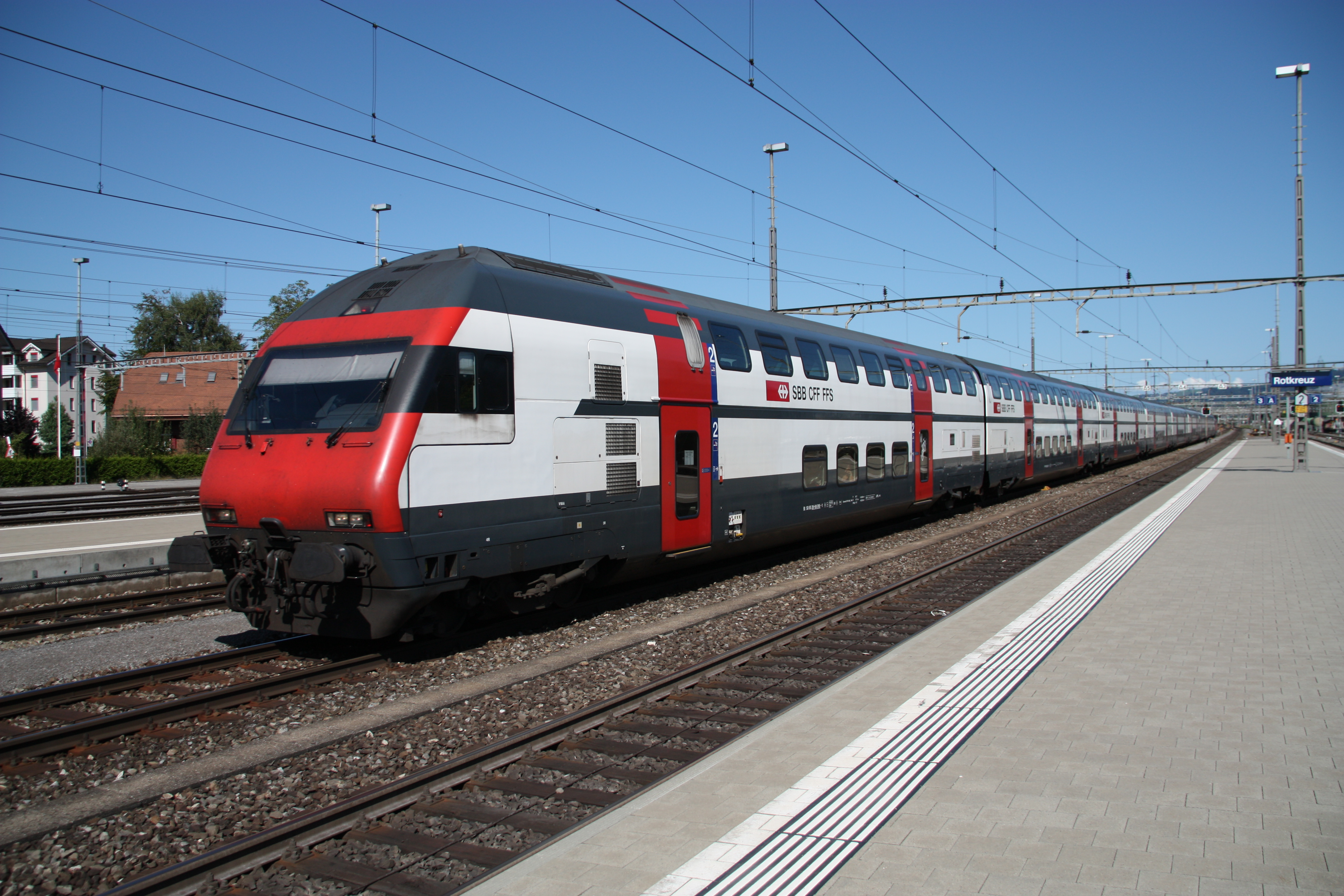
Voiture-pilote IC 2000 des CFF.
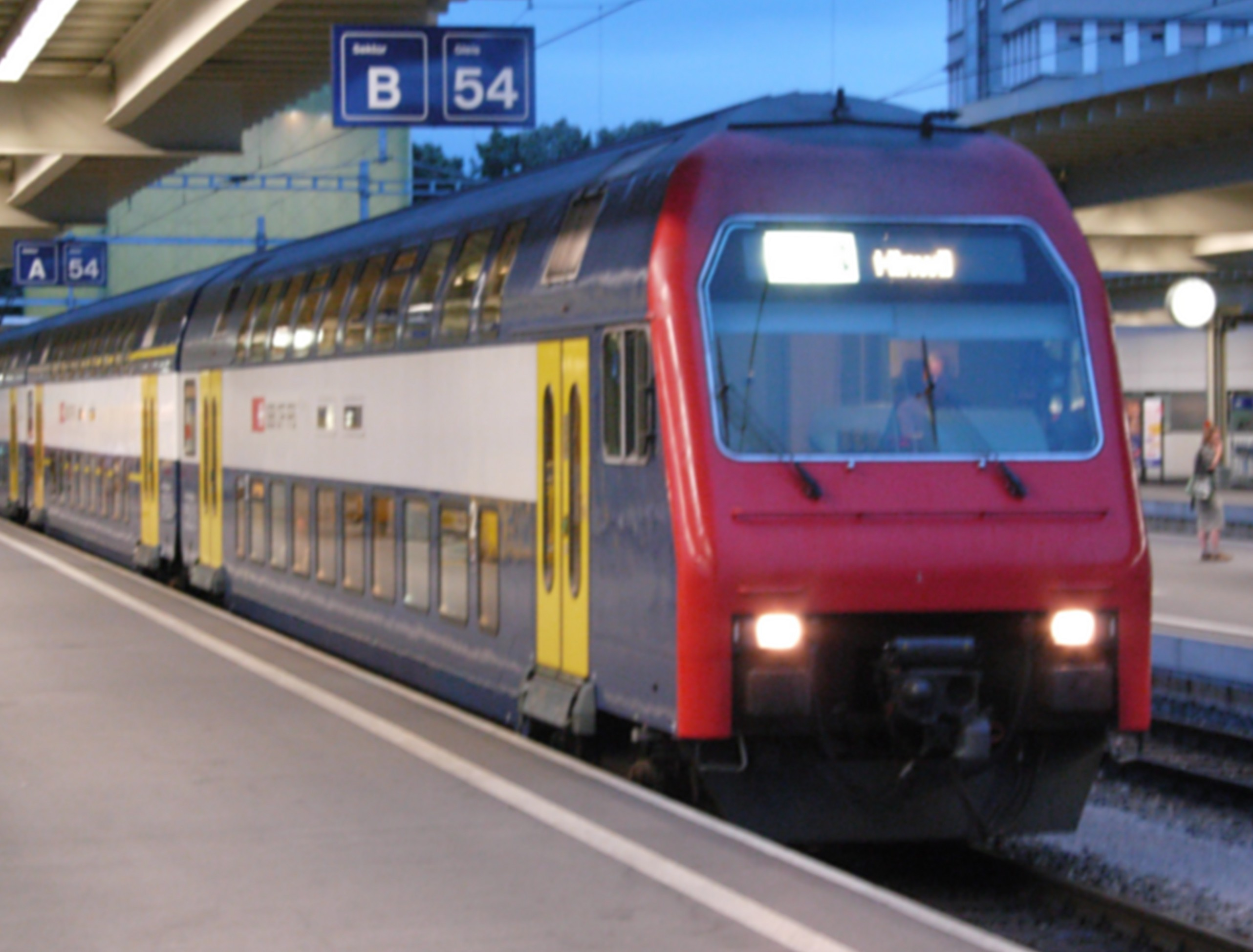
Voiture-pilote Bt pour rames avec Re 450 du S-Bahn de Zurich.
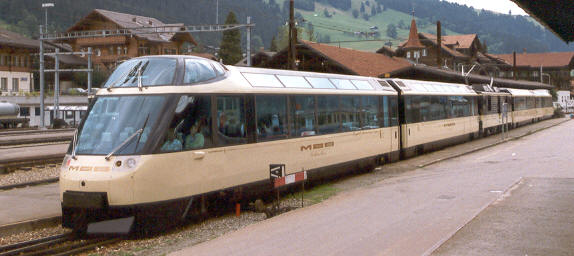
Voiture-pilote à voie métrique du Chemin de fer Montreux - Oberland Bernois.

L'office fédéral des transports avait autorisé à rajouter des voitures supplémentaires, ou des fourgons postaux, en queue de convoi :
- soit derrière la voiture-pilote (locomotive tractante) ;
- soit derrière la locomotive (locomotive poussante), que ce soit les Re 460 ou la série Re 4/4. Dans la situation de locomotive poussante, elle se retrouvait intercalée entre des voitures, d'où le surnom de « train dromadaire ».

## EnBelgique
La plus grande partie des trains IC est constituée de rames réversibles, soit constituées d'une ou plusieurs automotrices, soit avec locomotive et voiture-pilote. En particulier, le train Benelux Bruxelles-Amsterdam ou Bruxelles-La Haye (qui n'est pas seulement un train belge) comporte depuis 1973 une voiture-pilote facilitant le rebroussement, en gare d'Anvers-Central à l'époque où cette gare était en impasse, et aujourd'hui en gare de Bréda. Avant cela, il était assuré au moyen d'automotrices, toujours pour faciliter le rebroussement, et bien que l'utilisation d'automotrices dans un train international fût chose inhabituelle à l'époque.

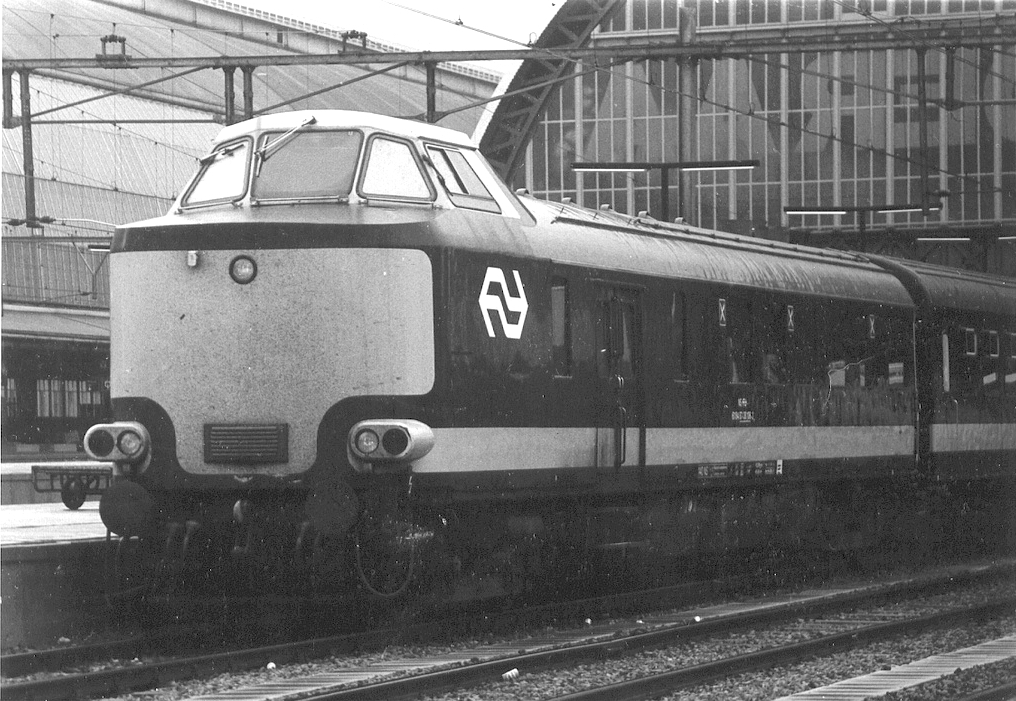
voiture-pilote du train Benelux en gare d'Amsterdam-Central avant 1986.
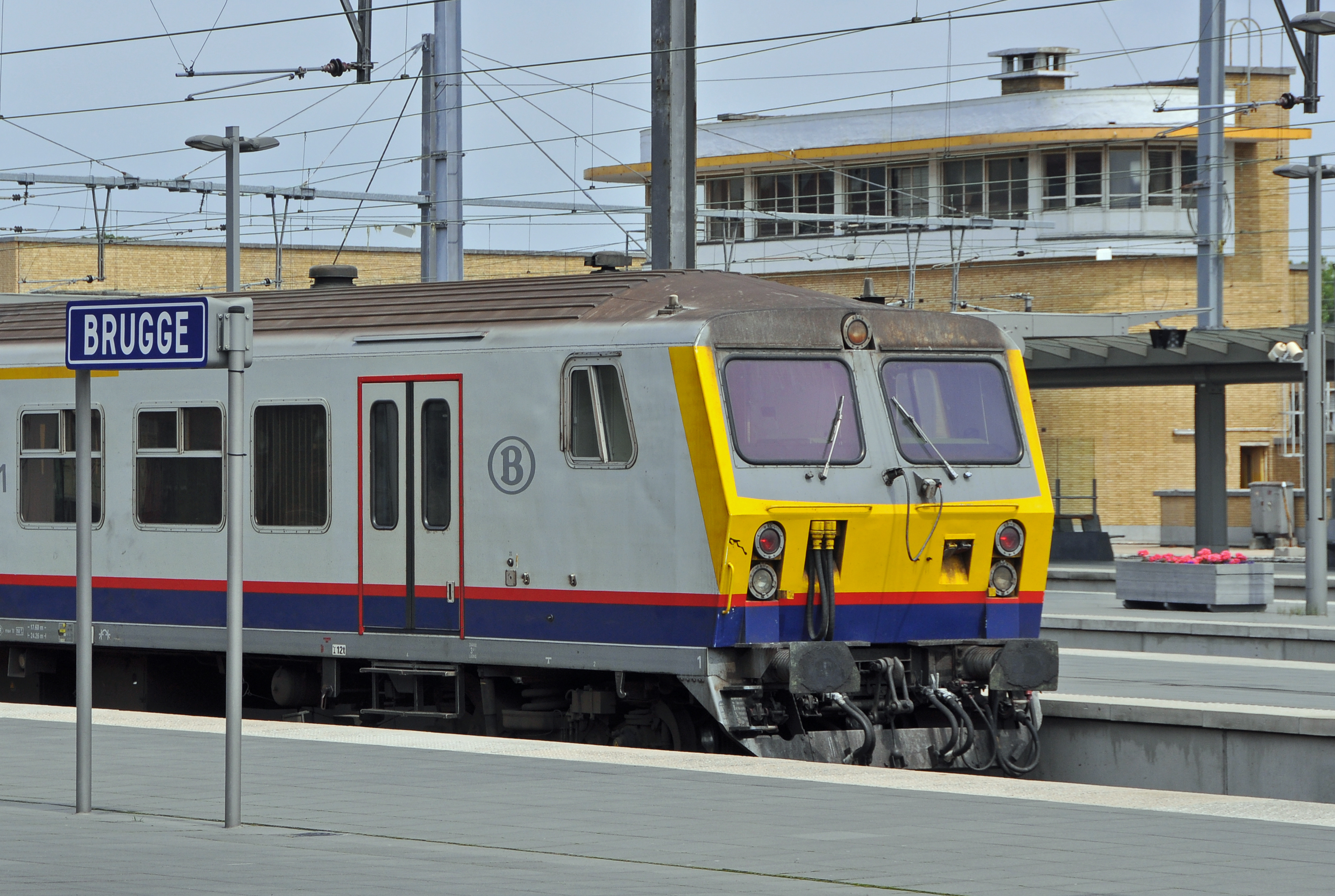
Voiture-pilote M4 en gare de Bruges.
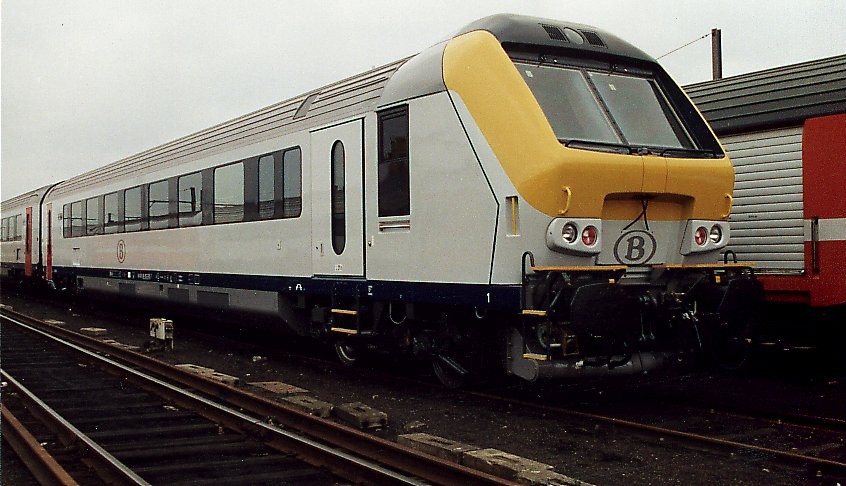
Voiture-pilote I11.
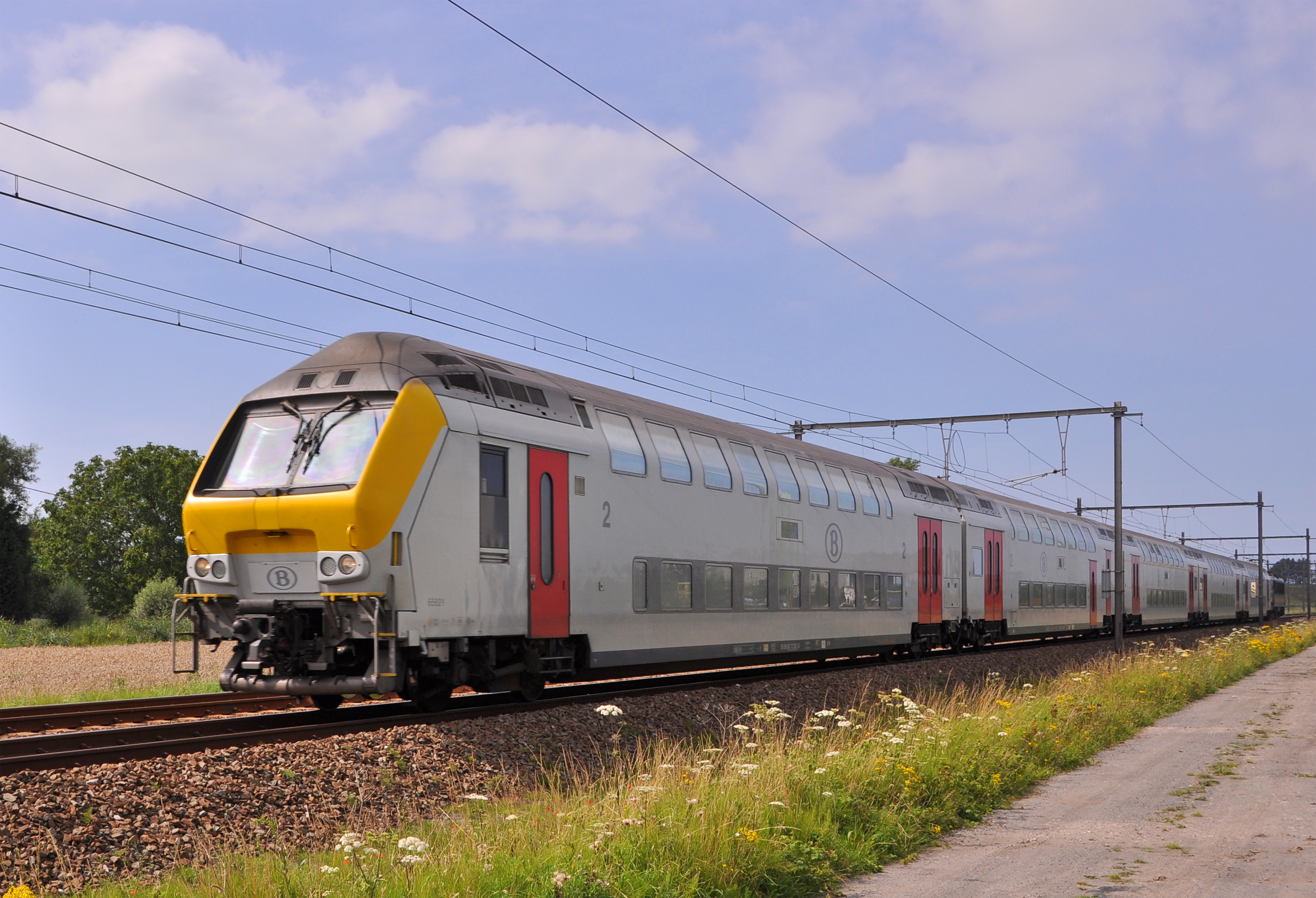
Voiture-pilote M6 sur la ligne entre Knokke et Bruges.